# 韓厥
韓厥（？—前566年），姬姓，韓氏，諱厥，諡獻，史称韓獻子，中国春秋时期晉國大夫。韓子輿之子，是晋国韩氏第五任的领袖。

## 生平
早年丧父，由赵盾抚养长大，被赵盾推荐为晋军司马。前597年，参加邲之战。前589年，参加鞌之战。前583年，帮助赵武使赵氏复兴。前575年，参加鄢陵之战。
前573年，韓厥继欒書为晉國正卿。7年後，前566年，因年老让正卿位于智罃。不久病死后，儿子韩宣子韓起继位。

## 影视形象
- 1996年上映的电视剧《东周列国·春秋篇》中，韓厥由张福元飾演。
- 1999年上映的电视剧《庄姬公主》中，韓厥由张承好飾演。
- 2010年上映的电影《赵氏孤儿》中，韓厥由黄晓明飾演。

| 前任： 韓子輿 | 晉國韓氏領袖                 | 繼任： 韓宣子 |
| 前任： 欒書   | 春秋晉國正卿 前573年—前566年 | 繼任： 智罃   |

## 参見
- 趙穿
- 趙氏孤兒